# Mírtida d'Antèdon

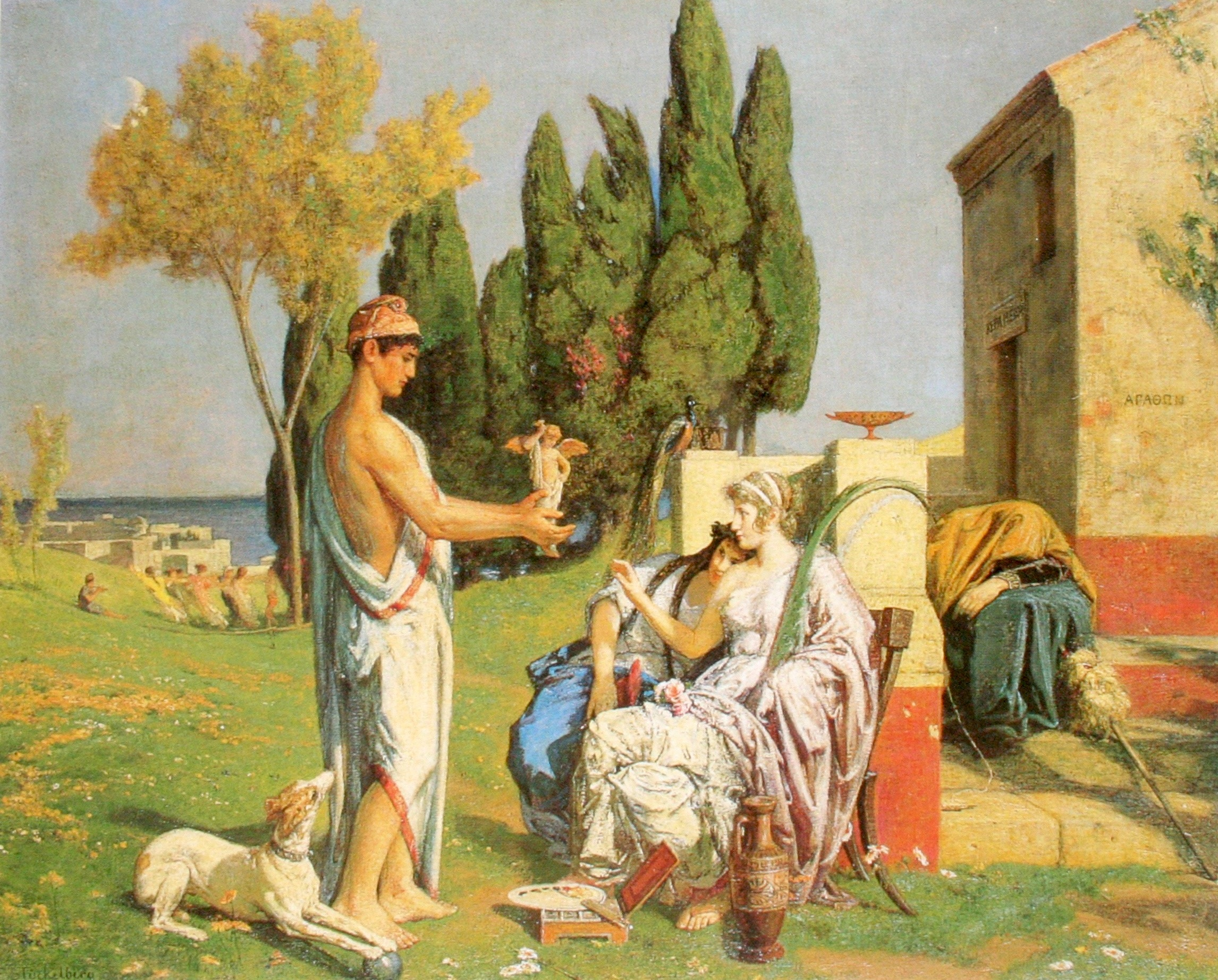
Representació de Mírtida d'Antèdon.

Mírtida d'Antèdon (grec antic: Μυρτίς; segle vi aC) va ser una poetessa grega i presumptament mestra de Píndar i Corinna de Tànagra. Els estudiosos creuen que va ser la més primerenca en la línia dels poetes lírics que van sorgir del districte de Beòcia (Antèdon era una petita ciutat del districte de Beòcia, que uneix l'Àtica amb el nord-oest).
De la poesia de Mírtida, tot el que es coneix es pot suposar a partir del que parafraseja Plutarc (que també era beoci) d'un dels seus poemes en prosa. Plutarc cita Mírtida com a font de la història que explica per què les dones tenien prohibit de posar-se dretes en un bosc sagrat dedicat a un heroi local, Eunostos, a la ciutat beociana de Tànagra. El poema de Mírtida explica com una dona anomenada Ocna, cosina d'Eunostos, va ser rebutjada per ell i, enfadada i desesperada per l'amor no correspost, li va dir als seus germans que Eunostos l'havia violat, després de la qual cosa van matar a Eunostos, després d'ésser capturat pel seu pare. Ocna, demanant la compassió dels seus germans, va confessar la seva mentida; hom els va permetre d'exiliar-se, i Ocna va acabar la seva vida saltant d'un penya-segat.
Segons la Suïda, Mírtida va ser anomenada «de dolç so» per Antípatre de Tessalònica i «de veu clara» per Corinna. Pel que sembla, Corinna també va criticar Mírtida, com a dona, per aventurar-se a competir amb Píndar. Tacià, un retòric ambulant i apologista cristià del segle ii, diu que una estàtua de bronze de Mírtida era feta per l'escultor Boïsc, per la resta desconegut.

## Llegat
Mírtida figura entre les 1038 dones referenciades a l'obra d'art contemporani The Dinner Party (1979) de Judy Chicago. El seu nom hi és vinculat a Safo.